# 核武器当量

美國部分核武器的當量（千噸）與核彈質量（千克）的關係圖。縱橫坐標均為對數。

核武器當量即核武器的爆炸当量，指其核爆炸可以釋放出的能量，通常用釋放出相同能量的三硝基甲苯（TNT）的噸位來衡量。常見的單位有千噸（kt）和百萬噸（Mt），有時也用太焦耳（TeraJoules）。因為測量TNT爆炸產生的能量具有一定主觀性，加之試驗誤差，精確測定很困難（特別是在核武器研發初期）。因此，一千噸TNT爆炸的能量約定俗成的定為1012卡路里，相當於4.184太焦耳。
當量-重量比是指核武器的當量與其自身重量的比值。對於聚變武器（熱核武器），當量-重量比的理論極限是每噸位炸彈6百萬噸TNT，相當於25太焦耳/千克。1960年代曾報道過當量在5.2百萬噸／噸，甚至更高的單彈頭核武器。但從那時起，為了增加打擊效率，多彈頭核武器受到青睞。因此，核武器開始小型化，現代單彈頭核武器的當量-重量比開始走下坡路。

## 核武器當量的具體例子
從上往下當量遞增（大部分數據為近似值）：
| 核彈                                     | 當量     | 當量      | 備注 |
| 核彈                                     | 千噸TNT  | 太焦耳    | 備注 |
| ---------------------------------------- | -------- | --------- | --- |
| 大衛克羅無後座力砲                       | 0.01     | 0.042     | 當量可變的戰術核武器。彈頭重23千克，是美國核武器中最輕的。和特殊原子爆破彈藥和 GAR-11獵隼式核導彈是同一種彈頭。 |
| "小男孩"自由落體核武器                   | 13-18    | 54-75     | 裝藥為鈾-235的裂變核武器，1945年由美國投擲於廣島，是人類第一顆用於實戰的原子彈。 |
| "胖子" 自由落體核武器                    | 20-22    | 84-92     | 裝藥為鈈-239的裂變核武器，1945年由美國投擲於長崎，是人類第二顆用於實戰的原子彈。 |
| W76彈頭                                  | 100      | 420       | 據猜測有12枚此類彈頭在具備多目標重返大氣層運載能力的三叉戟II型彈道飛彈上。國際條約限制為8枚。 |
| W87彈頭                                  | 300      | 1,300     | 有10枚此類彈頭在具備多目標重返大氣層運載能力的LGM-118A維和者導彈上。 |
| W88彈頭                                  | 475      | 1,990     | 據猜測有12枚此類彈頭在具備多目標重返大氣層運載能力的三叉戟II型彈道飛彈上。國際條約限制為8枚。 |
| 常青藤之王彈頭                           | 500      | 2,100     | 威力最大的裂變核武器。裝藥為60千克鈾-235。 |
| B83核彈                                  | 當量可變 | 當量可變  | 上限為120萬噸TNT; 美國現役核武器中威力最大的一種。 |
| 常春藤麥克氫彈                           | 10,400   | 44,000    | 世界第一個氫彈 |
| 勇敢城堡Mk-17熱核武器                    | 15,000   | 63,000    | 是美國威力最大的核試驗。 |
| EC17/Mk-17, EC24/Mk-24和B41核彈（Mk-41） | 當量可變 | 當量可變  | 是美國威力最大的熱核武器：2500萬噸TNT；Mk-17是體積和質量最大的核武器（18,000千克）當量為1500萬噸TNT；Mk-41（或B41核彈）重達4800千克，當量為2500萬噸TNT，是有史以來當量-重量比最高的核彈。它們全部是自由落體炸彈，由B-36和平締造者轟炸機空投。        |
| 城堡行動系列核試驗                       | 48,200   | 202,000   | 是美國威力最大的系列核試驗。 |
| 沙皇炸彈                                 | 50,000   | 210,000   | 是前蘇聯威力最大的核武器，當量為5000萬噸TNT。如果以貧化鈾代替包覆融合芯（tamper）中的鉛，該彈的當量據稱可以達到一億噸TNT。 |
| 截止1996年以來的所有核試驗               | 510,300  | 2,135,000 | 從1945年到1996年，美國、前蘇聯、法國、英國和中國大氣層核試驗的總當量為4.279億噸TNT；上述五國地下核試驗的總當量為0.824億噸TNT。全部加起來，上述五國的核試驗相當於爆炸了5.103億噸TNT。其他有核國家（比如印度、巴基斯坦和北朝鮮等）的當量還未計算進去。 |

幾個核武器爆炸產生的火球半徑比較。注意爆炸波及的地區要比火球的範圍大得多。

作為比較，美國GBU-43大型空爆炸彈（MOAB，戲稱為“炸彈之母”）的當量只有11噸TNT；1995年俄克拉何馬城爆炸案中案犯使用的硝銨炸藥只相當於2噸TNT；2015年天津港危化品倉庫爆炸事故當量相當於445噸TNT；2020年貝魯特爆炸事故當量大約在數百噸至一千噸之間的TNT。即使跟最小的核武器相比，常規爆炸也難以企及。

### 當量的極限
理論上，裂變核武器所能達到的最高當量-重量比約為每噸位炸彈600萬噸TNT，相當於25太焦耳/千克。迄今達到的最高值略小於這個極限。現代小巧核武器的當量-重量比更低，因為需要考慮載具的運載能力。
- 2500萬噸級的B41核彈的當量-重量比可以達到每噸位炸彈510萬噸TNT。美國現有的核武器許多無法達到這個水平。有人猜測如果使用高濃縮氘化鋰-6作為聚變燃料，這個當量-重量比並非不可企及。目前，B41核彈仍然保持著當量-重量比的世界紀錄。[2][4]

- 1963年美國能源部解密的文件顯示，美國有技術能力部署運載3500萬噸級核彈頭的大力神II型導彈，也有能力在B-52轟炸機上運載5000到6000萬噸級的核彈頭。美國政府並未真正執行。但是，計算顯示這些核彈的當量-重量比都超過2500萬噸級的B41核彈。有人猜測，保持B41核彈的設計不變，如果用鈾-235代替包覆融合芯中的鈾-238，就可以進一步提高當量-重量比。在泰勒-烏拉姆設計方案中，鈾-238是最常用的包覆融合芯材料。

- 美國現有小巧核武器的當量-重量比在每噸位炸彈60萬到220萬噸TNT之間。大衛克羅無後座力砲的彈頭的當量-重量比在每噸位炸彈400噸至4萬噸TNT。“小男孩”核彈的當量-重量比在每噸位炸彈4000噸TNT。已知威力最大的“沙皇炸彈”的當量-重量比在每噸位炸彈200萬噸TNT；據信若使用合適的材料，“沙皇炸彈”的比值可以達到每噸位炸彈400萬噸TNT。

- 有史以來最大的純裂變核武器“常青藤之王”的當量為50萬噸TNT，也許已經達到了其設計的極限。使用聚變增強能大大提高此類核彈的效率，但是裂變材料在超過臨界質量後會帶來嚴峻的設計和工程問題，因此裂變核武器的當量是有極限的。純聚變核武器卻沒有這個問題。

- 理論上裂變核武器所能達到的最高當量-重量比約為每噸位炸彈600萬噸TNT，實際所達到的值為每噸位炸彈520萬噸TNT。因此對於空投的核彈，其總當量有一個實際界限。新一代核武器基本不再有笨重的外殼，增強了提高當量-重量比的可能性。比如，Mk-36核彈的當量-重量比約為每噸位炸彈125萬噸TNT。如果其外殼能夠減重2/3，其當量-重量比可提高到每噸位炸彈230萬噸TNT，和更新且更輕的Mk/B-53核彈幾乎一樣。

- 運載工具的運載能力可以用來猜測核彈的當量。烏克蘭的安-225運輸機的最大運載能力是250噸；如果有這樣一顆250噸的核彈，其當量將達到13億噸TNT。俄羅斯的大型火箭SS-18（R-36導彈）的有效載荷為7.2噸；其能夠攜帶的最大裂變武器相當於3740萬噸TNT。美國的土星五號火箭的有效載荷為120噸；其能夠攜帶的最大裂變武器相當於7亿噸TNT。

現代核武庫中已經很少有大型單彈頭。取而代之的是多目標重返大氣層載具運載的多彈頭系統。在當量或者載荷相近時，後者的破壞力遠遠超出前者。單個彈頭的破壞力是其當量的2/3。在多彈頭系統中，雖然每個彈頭的破壞力相對小些，但是整體上多彈頭的破壞力不但能夠補償失去的當量數，反而會因為更好的當量-重量比而具有更大的破壞力。

## 當量的計算和爭議
核爆炸的當量有時很難計算，誤差較大。當量的計算有幾種方式，比如通過爆炸的範圍、亮度、地震數據和衝擊波的強度來確定。恩裡科·費米曾用過一種非常粗略的方法來估計三位一體核試的當量。他在爆炸衝擊波到來時扔出一把碎紙片，然後測量紙片飛了多遠，以此估計爆炸的強度。

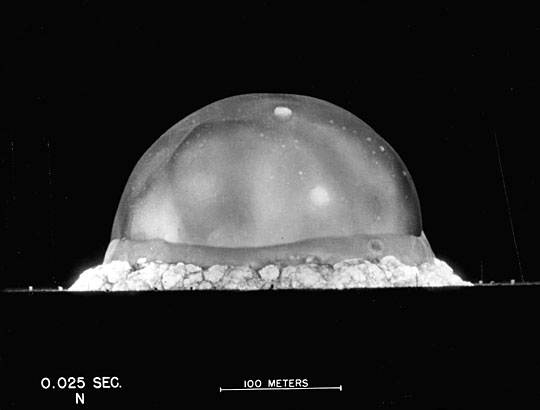
三位一體核試（鈈彈）中的火球，曾被英國物理學家傑弗里·泰勒用於估測爆炸當量。

1950年，英國物理學家傑弗里·泰勒曾利用簡單的量綱分析和對極熱空氣熱容的估計，估算了聖三一核試驗的當量。他得到的近似值精度頗佳。起初泰勒的工作是嚴格保密的。1950年代，當前蘇聯爆炸了同類核彈之後，聖三一核試驗被解密。泰勒於是發表了一篇文章，其中包括對聖三一核試驗中火球的分析。泰勒指出，開始時火球的大小R僅僅依賴於爆炸產生的能量E、引爆後的時間t和空氣的密度ρ。唯一能得到長度量綱的計算公式為：
{\displaystyle R=S\left({\frac {{E{t}}^{2}}{\rho }}\right)^{\frac {1}{5}}}
S是一個無量綱的常數，是熱容比（γ = Cp/Cv，或者稱作絕熱指數）的低階函數，因此在任何條件下都近似為1。
泰勒觀察了聖三一核試驗中的火球隨時間的變化後發現，R5/t2對核試驗是一個常數，特別是時間在0.38毫秒（衝擊波剛剛形成）和1.93毫秒（大量能量以輻射熱的形式散失）之間。
泰勒選擇了爆炸後t=25毫秒，這時火球半徑為140米。爆炸當天聖三一的空氣密度為1千克/立方米。用這些值代入以上公式，泰勒得到聖三一核試驗爆炸當量為二萬二千噸TNT（90太焦耳）。值得注意的是，聖三一核試驗中的火球是半個火球，而不是一個完整的球。但是這個簡單的計算得到的結果同官方數據（二萬噸TNT）相差僅10%。
當熱容比γ小於2時，泰勒的常數S可以用下式來估計：
S = [75(γ-1)/8π]1/5
完全解離空氣分子的熱容比為1.67；極熱的未解離空氣分子的熱容比為1.20。在核彈火球中的空氣與標准狀態下的空氣恰好有同樣的熱容比：1.40。根據這個數據，泰勒的常數S在絕熱衝擊波區為1.036。

### 其他方法和爭議
許多核爆未公布數據，因此其當量均有爭議，特別是涉及到政治的時候。比如，在廣島和長崎爆炸的原子彈設計相當不同。事後估計它們的當量很困難。投擲於廣島的“小男孩”的當量估計為一萬二千到一萬八千噸TNT（誤差20%），投擲於長崎的“胖子”估計為一萬八千到二萬三千噸TNT（誤差10%）。這樣的數據可以用來評估其它炸彈在實戰中的性能。比如“常春藤麦克”熱核武器相當於867或578個廣島核彈。其它受到爭議的還包括“沙皇炸彈”的當量。不同的政治人物使用不同的數值。有的說“只有五千萬噸”，另外的則說“五千七百萬噸”。

## 外部連結
- "What was the yield of the Hiroshima bomb?" （页面存档备份，存于） (excerpt from official report)

- "General Principles of Nuclear Explosions", Chapter 1 in Samuel Glasstone and Phillip Dolan, eds., The Effects of Nuclear Weapons, 3rd edn. (Washington D.C.: U.S. Department of Defense/U.S. Energy Research and Development Administration, 1977); provides information about the relationship of nuclear yields to other effects (radiation, damage, etc.).

- "THE MAY 1998 POKHRAN TESTS: Scientific Aspects", discusses different methods used to determine the yields of the Indian 1998 tests.

- Discusses some of the controversy over the Indian test yields （页面存档备份，存于）

- "What are the real yields of India's nuclear tests?" from Carey Sublette's NuclearWeaponArchive.org

- High-Yield Nuclear Detonation Effects Simulator （页面存档备份，存于）